# Lino Carrel
Armando Stefanini, noto con lo pseudonimo Lino Carrel (Roma, 21 ottobre 1889 – Roma, 19 giugno 1976), è stato un compositore italiano.

## Biografia
Partecipò al Festival di Sanremo 1951 con La cicogna distratta. con il testo scritto dal suo editore Da Rovere e da Aldo Valleroni, cantata dal Duo Fasano.
Si dedicò anche alla composizione di canzoni per bambini, come Su quella stella blu e L'avventura di Topolino